# Coppa di Lega Italo-Inglese 1976
La Coppa di Lega Italo-Inglese 1976 fu la 5ª ed ultima edizione dell'omonima competizione. Venne vinta dal Napoli.

## Avvenimenti
Giocarono la Coppa di Lega Italo-Inglese del 1976 il Napoli, vincitrice della Coppa Italia, e il Southampton, vincitore della Coppa d'Inghilterra. Nella doppia finale gli italiani persero per 0-1 la gara d'andata al The Dell di Southampton, ribaltando tuttavia l'esito del doppio confronto grazie al netto 4-0 maturato nella sfida di ritorno al San Paolo di Napoli.

## Finale
| Southampton 21 Settembre 1976 Andata           | Southampton | 1 – 0 referto | Napoli | The Dell |
| \| \| \| \| \| Williams 66’ \| Marcatori \| \| |             |               |        |          |
|                                                |             |               |        |          |
| Williams 66’                                   | Marcatori   |               |        |          |

| Napoli 14 Novembre 1976 Ritorno                                                   | Napoli    | 4 – 0 referto | Southampton | Stadio San Paolo |
| \| \| \| \| \| Chiarugi 40’ Bruscolotti 68’ Speggiorin 82’ 88’ \| Marcatori \| \| |           |               |             |                  |
|                                                                                   |           |               |             |                  |
| Chiarugi 40’ Bruscolotti 68’ Speggiorin 82’ 88’                                   | Marcatori |               |             |                  |

| Napoli | Southampton |

|               |    |                      |  |    |
|               |    |                      |  |    |
|               | 1  | Pietro Carmignani    |  |    |
|               | 2  | Giuseppe Bruscolotti |  |    |
|               | 3  | Antonio La Palma     |  |    |
|               | 4  | Tarcisio Burgnich    |  |    |
|               | 5  | Giovanni Vavassori   |  |    |
|               | 6  | Andrea Orlandini     |  |    |
|               | 7  | Luciano Chiarugi     |  |    |
|               | 8  | Antonio Juliano      |  |    |
|               | 9  | Giuseppe Massa       |  | ?’ |
|               | 10 | Salvatore Esposito   |  |    |
|               | 11 | Walter Speggiorin    |  |    |
| Sostituzioni: |    |                      |  |    |
|               |    | Claudio Vinazzani    |  | ?’ |
| Allenatore:   |    |                      |  |    |
| Bruno Pesaola |    |                      |  |    |

|                 |    |                |  |      |
|                 |    |                |  |      |
|                 | 1  | Ian Turner     |  |      |
|                 | 2  | Mills          |  | 46'’ |
|                 | 3  | David Peach    |  |      |
|                 | 4  | Earles         |  |      |
|                 | 5  | Waldron        |  |      |
|                 | 6  | Masters        |  |      |
|                 | 7  | Steve Williams |  |      |
|                 | 8  | Bobby Stokes   |  |      |
|                 | 9  | McDougall      |  |      |
|                 | 10 | Jim McCalliog  |  |      |
|                 | 11 | Hugh Fisher    |  |      |
| Sostituzioni:   |    |                |  |      |
|                 |    | Middleton      |  | 46'’ |
| Allenatore:     |    |                |  |      |
| Lawrie McMenemy |    |                |  |      |